# Вейражка, Витезслав
Витезслав Вейражка (чеш. Vítězslav Vejražka; 9 мая 1915, Дольни-Боусов, Австро-Венгрия (ныне районе Млада-Болеслав Среднечешского края Чехии) — 8 июня 1973, Прага) — чешский и чехословацкий актёр театра, кино и телевидения, режиссёр, театральный педагог, политик. Заслуженный художник (артист) ЧССР). Народный художник (артист) ЧССР (1972).

## Биография
С юности выступал в различных передвижных театральных труппах. С 1937 года обучался актёрскому мастерству на драматическом факультете Государственной Пражской консерватории.
Играл на сценах разных театров — Моравско-Силезского национального театра (1938—1939), провинциального театра в Брно, театра Урания (1941—1945), где также работал режиссёром. После окончания войны стал соучредителем «Театра 5 мая», где два года был не только актёром и режиссёром, но и художественным руководителем. С 1947 по 1948 год служил в Рабочем театре в Злине. С 1948 года до самой смерти работал в Пражском национальном театре. С 1964 по 1969 год руководил драматической частью Национального театра.
С 1949 по 1973 год преподавал на театральном факультете Академии исполнительских искусств в Праге, в 1963 г. был назначен профессором. Кроме того, занимал должность заведующего актёрским отделом.
Член Компартии Чехословакии с 1945 года. Во второй половине 1950-х был избран первым председателем Союза чехословацких театральных деятелей. В 1966 году избран кандидатом в Центральный Комитет Компартии Чехословакии.
После Бархатной революции был членом парламента Чешской и Словацкой Федеративной Республики.
Похоронен в могиле великих деятелей страны на Вышеградском кладбище в Праге.

## Избранные театральные постановки
- 1943 Шефер: Большое число, театр Урания
- 1944 В. Клицпера: Чудо-шляпа, театр Урания
- 1947 А. Салакров: Ночи гнева, Злинский рабочий театр
- 1950 Шекспир: Комедия ошибок, DISK
- 1965 Т. Уильямс: Трамвай до станции Туха , Национальный театр (Прага), Национальный театр (Прага)
- 1965 А. Миллер: После падения, Национальный театр (Прага)
- 1966 Дж. К. Тил: Путешествие в Америку, Национальный театр (Прага)
- 1966 Лопе де Вега: Восстание в сумасшедшем доме, Национальный театр (Прага)
- 1967 Карло Гольдони: Грубияны, Национальный театр (Прага)
- 1970 Л. Строупежницкий: Наша ярость, Национальный театр (Прага)

## Избранные театральные роли
Играл в пьесах классических и современных драматургов, в том числе: Мольера, Шекспира, Лопе де Вега, Дж. Шоу, К. Чапека, Г. Ибсена, Э. Ростана, А. Йирасека и других.

## Избранная фильмография
Псевдоним в кино — Петр Вит. Снялся в около 40 кино- и телефильмах, сериалах.
- 1941 — Турбина / Turbina — Вацлав
- 1942 — Рыба на суше
- 1948 — Хищники
- 1949 — Воспитанница браконьера, или Благородный миллионер — Малхорн
- 1952 — Конец призракам
- 1954 — Ботострой — Шеф
- 1955 — Волынщик из Стракониц — принц Аламир
- 1955 — Танковая бригада - генерал СС
- 1954 — Ян Гус — Вацлав из Дубы
- 1956 — Ян Жижка — Вацлав из Дубы
- 1957 — Подделка — Петр Климеш, адвокат
- 1961 — Дьявольская западня
- 1967 — Фонарь
- 1970 — Пан, вы вдова — генерал
- 1972 — Грешники

## Награды
- Орден Труда (Чехословакия) (1958)
- Орден Победного Февраля (1973)
- Заслуженный артист Пражского национального театра (1962)
- Театральная премия Ярослава Пручи (1963)
- Премия Чехословацкого телевидения за актёрское мастерство «Золотой крокодил» (1971)
- Народный художник (артист) ЧССР (1972)

## Память
В его честь названа улица в Праге 5.